# Бенвиль-сюр-Мадон
Бэнви́ль-сюр-Мадо́н (фр. Bainville-sur-Madon) — коммуна во французском департаменте Мёрт и Мозель, региона Лотарингия. Относится к кантону Нёв-Мезон.

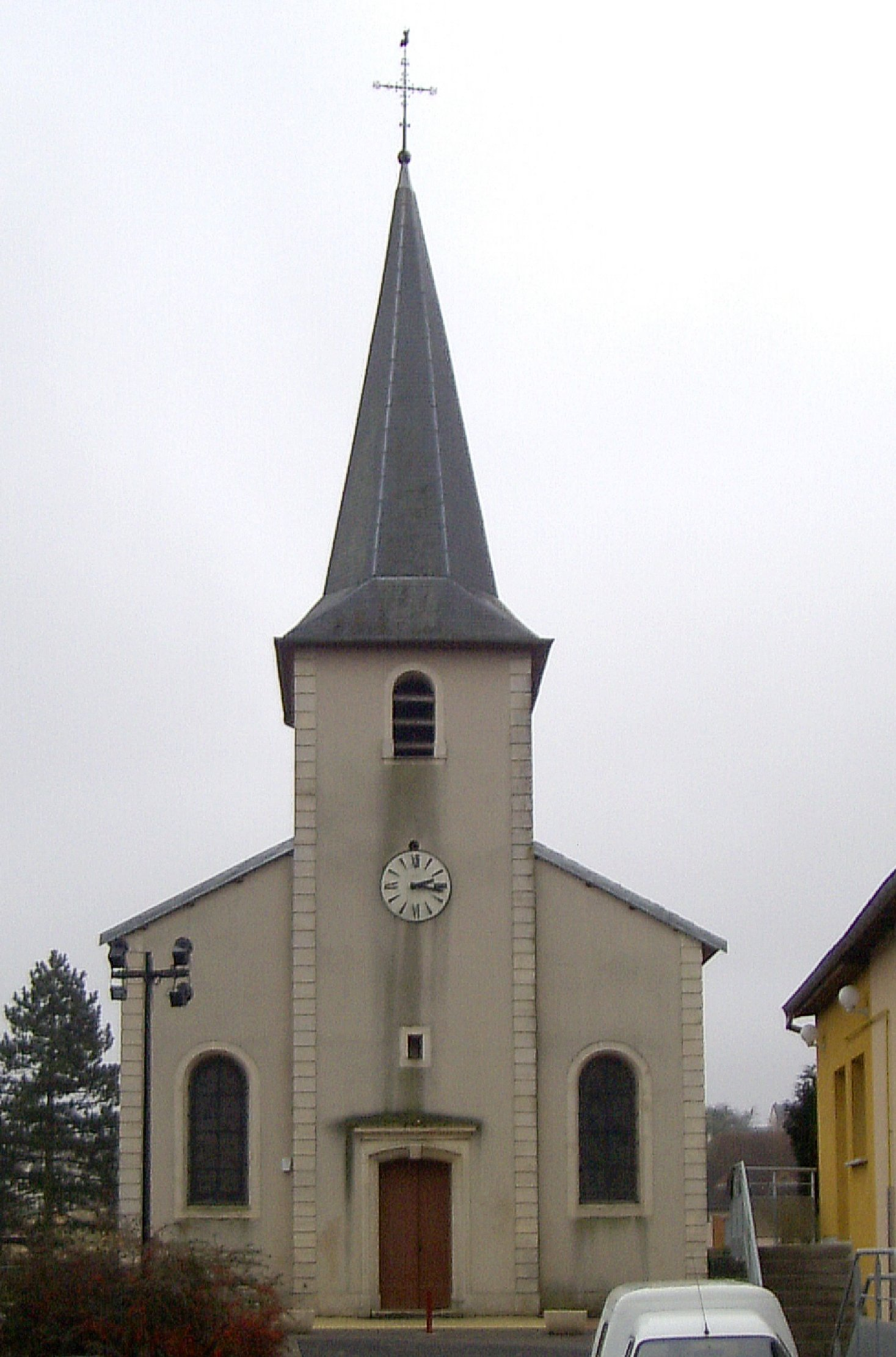
Церковь Сен-Мартен в Бэнвиль-сюр-Мадон (XVII век).

## Демография
Население коммуны на 2010 год составляло 1349 человек.
| 1962 | 1968 | 1975 | 1982 | 1990 | 1999 | 2010 |
| ---- | ---- | ---- | ---- | ---- | ---- | ---- |
| 618  | 677  | 747  | 906  | 1051 | 1170 | 1349 |

## Достопримечательности
- Дом Жака Калло, французского гравёра и рисовальщика.